# Crnojevići
Crnojevići (srbsko Црнојевићи, Crnojevići) so bili srednjeveška plemiška družina, ki je imela od leta 1326 do 1362 in nato od 1403 do 1515 v posesti Zeto ali njene dele, se pravi ozemlje severno od Skadarskega jezera (južna Črna gora) in severno Albanijo. 
Prvi Crnojević je bil Đuraš Ilijić (* 1326, † 1362), poglavar Gornje Zete v srednjeveški Kraljevini Srbiji in Srbskem cesarstvu. V Srbiji so v tem času vladali Stefan Dečanski, Stefan Dušan in Stefan Uroš V. Đuraša Ilijića so leta 1362 umorili Balšići, vladarji Spodnje Zete (od 1360). Zeta je bila pod srbsko oblastjo v rokah Balšićev do leta 1421, ko je srbski despot Stefan Lazarević provinco podelil Balši III. (vladal 1403–1421). Crnojevići so se po Đuraševem umoru borili s svojimi rivali in vladali v Budvi od leta 1392 do 1396, ko so Balšići umorili Radiča Crnojevića. Ponovno so omenjeni leta 1403 kot vazali Beneške republike na dediščini svojih prednikov. 

## Zgodovina

### Izvor
Najstarejši znani prednik Crnojevićev je bil glavar Ilija. Družina se je po Ilijevem sinu Đurašu Ilijiću imenovala Đurašević. Đuraš je vladal v Gornji Zeti od leta 1326 do 1362, ko so ga ubili Balšići. Đuraš Ilijić je bil v srenjeveški Kraljevini Srbiji pomembna osebnost. Njegov vnuk Đuraš Ilijić je postal svetovalec srbskeka kralja Stefana Dečanskega. Pet let kasneje je podprl kneza Dušana Nemanjića v strmoglavljenju srbskega kralja.
Leta 1355 je bila hrvaška vojvodinja Jelena Nemanjić Šubić, sestra srbskega cesarja Dušana Silnega, pod velikim pritiskom ogrskega kralja, ki je napadel in oblegal njeno mesto Skradin. Cesar Dušan je poslal Đuraša Ilijića, da reši oblegance. V njegovi vojski sta bila tudi njegova brata Nikola in Vladin, sinovi in nečaki. Đuraš je 10. januarja 1356 osvobodil Skradin, potem pa ga je na ukaz Dušanovega naslednika Stefana Uroša V. predal Benečanom. Đuraša so leta 1362 kot rivala umorili sinovi Balše I. Pokopali so ga v cerkvi sv. Mihaela na Prevlaki in napisali: "Strahovit vitez carja Stefana".
Po njegovi smrti so Đuraševiće v veliki meri zatrli Balšići. Đuraševići so vladali v okolici Budve in Kotorskega zaliva. Včasih so sodelovali z Balšići, večinoma pa so se z njimi borili za oblast.

### Crnojevići
Crnojev naslednik Radič in njegova brata Stefan in Dobrivoje so se kot gospodarji Budve pojavili na koncu 14. stoletja. Radič je tesno so sodelovali z Dubrovniško republiko in bil njen častni državljan. Njegovi odnosi z mestno občino Kotor so bili slabi. Pogosto je ogrožal Kotor in razširil svojo oblast na Grbalj in Paštroviće. Ko je Srbsko cesarstvo propadlo, se je Crnojeva družina v Gornji Zeti (pokrajina okoli sodobnega Cetinja) skoraj osamosvojila. Radič je bil v bitki proti Balšićem leta 1396 ubit.
Po Radičevi smrti so Crnojevići pod bratoma Dobrivojem in Stefanom močno nazadovali. Veliko ozemlja so jim odvzeli Đuraševići, ki sta jih vodila brata Đurađ in Aleksa (imenovan tudi Lješ), oba sinova pokojnega Radiča. V virih sta bila prvič omenjena leta 1403. Zdi se, da sta aktivno podpirala pohod Đurađa II. proti Crnojevićem v poznih 1390. letih. Pomembno vlogo sta odigrala tudi pri izgonu Sandalja Hranića iz Zete v akciji, ki jo je vodil Đurađ. Za nagrado jima je Đurađ II. podaril Budvo in Metohijo sv. Mihaela (Grbalj). Đuraševići so to obdobje podpore Balšićem izkoristili za pridobitev velikega dela posesti Crnojevićev v gorah nad Kotorjem. Đuraš in Aleksa sta se postavila na stran Benečanov in kot njuna vazala vladala na območju Gornje Zete od leta 1403 do 1435.
Najpomembnejšo vlogo pri utrjevanju družinske oblasti v Zeti je imel Stefan I. 
"Stefanica" (vladal 1451–1465), ki je izkoristil nemire v Zeti in postal de facto vladar regije. Svoj vodilni položaj v družini je utrdil s poroko s Skenderbegovo sestro Marijo. Po padcu južnega dela Srbije pod osmansko oblast leta 1455 je Stefan priznal benečansko oblast v zameno za avtonomijo v notanjih zadevah in avtonomijo Zetska pravoslavne metropolije. Njegov sin Ivan (vladal 1465–1490), bolj znan kot Ivan beg, je svojo vladavino začel z vojno proti Benečanom, potem pa se je moral soočiti z osmansko grožnjo. Bil je prisiljen postati osmanski vazal, a je hkrati ostal tudi beneški. Osmani so ga leta 1479 prisilili, da je pobegnil v Italijo. Leta 1481 se je vrnil in ponovno postal osmanski vazal. Sedež Zetske metropolije je leta 1485 s Prevlake preselil v bolj varno Cetinje, ki je kmalu postalo njegovo glavno mesto.
Ivanov sin Đurađ (vladal 1490–1496) je ostal dosleden očetovi politiki, čeprav se je poročil s hčerko beneškega plemiča. Vzdrževal je tiskarno v cetijnskem samostanu, v kateri je bila leta 1494 natisnjena prva knjiga v srbskem jeziku. Ko so Osmani izvedeli za njegove stike s francoskim kraljem na začetku protiosmanske vojne, je moral pobegniti iz Črne gore, ki je zatem padla pod neposredna turška oblast. Bil je izobražen človek, znan po svojem znanju na številnih področjih.
Nasledil ga je brat Stefan II. (vladal 1496–1498), ki je vodil upravo Črne gore v imenu Osmanskega cesarstva. Tretji Ivanov sin Staniša, islamiziran in imenovan za sandžakbega, je vladal na ozemlju svojih prednikov od leta 1513 do 1530 kot ubogljiv sultanov sluga.
Đurađevi potomci so živeli v Ogrski in Benetkak in sredi 17. stoletja izumrli.

## Vladarji
Vladarji Zete/Črne gore:
- Đuraš Ilijić (1326–1362†)
- Radič (fl. 1392-1396†)
- Đurađ III. in Aleksa (1403–1435)
- Gojčin (1435-1451)
- Stefan I. Crnojević(1451–1465)
- Ivan I. Crnojević (1465–1490)
- Đurađ IV. (1490–1496)
- Stefan II. Crnojević (1496–1498)
- Ivan II. Crnojević (1498–1515)
- Đurađ V. (1515–1516)

Sandžakbeg Črne gore:
- Skenderbeg Crnojević (1516-1530)

## Družinsko drevo
- Đuraš Vrančić
  -  Ilija Đurašević
    - Đuraš Ilijić
      - Crnoje Đurašević
        -  Radič Crnojević
          - Đurađ Đurašević Crnojević
            - Đurašin
            - Gojčin
            - Stefan I. (Stefanica)
              - Đurađ Crnojević
                -  Charles Michael (Petar) Crnojevic

              -   Ivan Crnojević
                - Đurađ Crnojević
                  - Solomon
                  - Konstantin
                    - Jovan
                      -  Viktor
                        - Jovan
                        -  Faustina

                  - Ivan
                    -  Đurađ V.

                  - Antonija, poročena z Jerolimom Zagurovićem 
                    -  Anđelo Zagurović

                  - neznana hčerka
                  -  neznana hčerka

                - Stefan II.
                - Staniša (Skenderbeg), sandžakbeg Črne gore
                - neznana hčerka
                -  neznana hčerka

            -  neznan sin

          -  Aleksa (Lješ, Aleksiua) Đurašević Crnojević

      - Stefan
      -  Dobrovoj

    - Nikola
    -  Vladin

## Vir
- Fine, John Van Antwerp (1994). The Late Medieval Balkans: A Critical Survey from the Late Twelfth Century to the Ottoman Conquest. Michigan: The University of Michigan Press. ISBN 0-472-08260-4.